# Vruća čokolada
Vruća čokolada je topli napitak koji se uobičajeno sastoji od čokolade ili kakao-praha, toplog mlijeka ili vode, te šećera. Iako je općeprihvaćeno mišljenje da se vruća čokolada konzumira zbog užitka, posljednja su istraživanja dokazala da vruća čokolada ima i ljekovita svojstva zbog antioksidansa koji se nalaze u kakau. Sve do 19. stoljeća vruća čokolada se u medicini koristila kao lijek za želučane probleme.
Vjeruje se da su prvi čokoladni napitak načinile Maye prije 2000 godina. Napitak je postao popularan u Europi nakon otkrića Novog svijeta, a od tada je postupak pripravljanja tog napitka prošao mnogobrojne izmjene. Danas se vruća čokolada konzumira širom svijeta, a pripravlja se na različite načine. U Italiji se, na primjer, često pripravlja vrlo gusta vruća čokolada zvana cioccolata densa, dok je u SAD uobičajena razrijeđena vruća čokolada.